# Crono (primigenio)

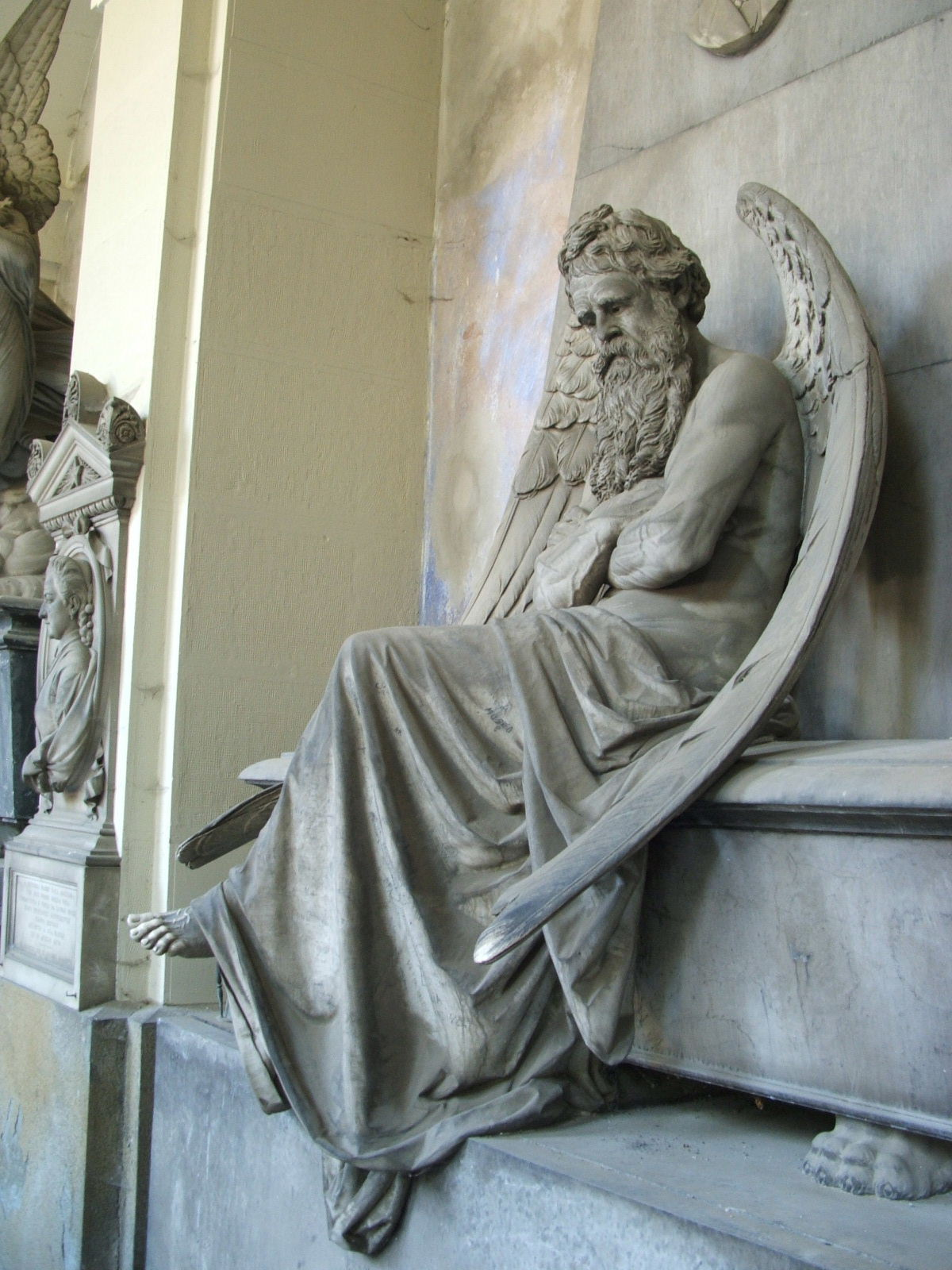
Crono esperando en el cementerio monumental de Staglieno, Génova.

En la mitología griega, Crono, Cronos o Tiempo (griego: Χρόνος, latín: Tempus) era un dios primordial y la personificación del «tiempo», según se dice en las obras filosóficas presocráticas y en la literatura posterior. El sustantivo χρόνος es comprendido como el ‘tiempo abstracto general, tiempo o periodo determinado’.
Fue especialmente durante el Renacimiento cuando Cronos se popularizó en la figura del Padre Tiempo, cuyos atributos son la barba larga blanca y una guadaña para segar las cosechas. Algunos estudiosos modernos también identifican al Tiempo con Eón, comprendido como el tiempo cíclico. Una buena prueba de ello lo podemos ver en los mosaicos grecorromanos, que representan a un hombre sosteniendo entre sus manos la elíptica del zodíaco. Nono también identifica al Tiempo con Eón, describiéndolo como «de largos cabellos canosos».

## Grafías y transcripciones
Algunos prefieren usar las formas gráficas Chrono y Chronos, especialmente por el influjo del inglés, aunque en estos casos siempre van en cursiva y no suelen ser la formas más recomendadas por los especialistas. Otros autores optan en la actualidad por usar una transcripción fonética netamente hispánica para la letra griega Χ (Ji), adoptando así la forma Jronos. Algunos especialistas recomiendan adaptar su nombre directamente del latín, el Tiempo, como sucede con otros teónimos cuya forma es más transparente en español, como una lengua romance. En el caso de que el titán Crono (Κρόνος, Krónos) y el primordial Crono (Χρόνος, Chrónos) se encuentren citados en el mismo texto, se mencione al primordial como Tiempo y al titán como Crono, para evitar confusiones innecesarias.

## En la literatura órfica
El Tiempo es bastante referenciado en las obras órficas. Para comenzar en la teogonía de Jerónimo y Helánico se dice que del agua (Hydros) y la tierra (Gea), seres asexuados y elementos inertes más bien filosóficos, nació un dragón dotado de tres cabezas. Una era de toro, otra de león y en el medio se situaba el rostro del dios. Sobre sus hombros tenía alas y se le llamaba Tiempo desconocedor de la vejez y Heracles. Junto al Tiempo surge un segundo ser, la Necesidad (Ananke), llamada también Adrastea y Naturaleza. El Tiempo y la Necesidad, de naturaleza incorpórea, se unieron tocándose con los brazos extendidos que alcanzan todos los lugares del mundo. Sólo del Tiempo, ya que en esta versión la Necesidad no es su pareja, nace una triple descendencia en la forma de un dragón: el húmedo Éter, el ilimitado Caos, y el brumoso Érebo; así quedarían establecidos los tres espacio aéreos. En el centro de las aguas primordiales se dice que el Heracles incubó el huevo cósmico. De este huevo nació Primogénito (Fanes) pero de la parte superior de la cáscara del huevo se formó el Cielo (Urano) y de la parte inferior la Tierra (Gea). En la teogonía de las rapsodias órficas se nos vuelve a decir que junto al Tiempo que no envejece apareció la Necesidad. En esta obra el Tiempo es el primer ser en existir.

## Ascendencia y descendencia
Como una de las deidades primordiales es difícil establecer una familia coherente para el Tiempo, debido a su naturaleza filosófica. En cuanto a su descencencia, Eurípides dice que Eón es hijo del Tiempo. Por sí mismo el Tiempo engendra a Caos, Éter, Érebo y el huevo cósmico. Epicuro dice que el mundo comenzó a semejanza de un huevo, y el Viento (las formas entrelazadas del Tiempo y la Necesidad) rodeó el huevo a modo de serpiente; de este modo el Tiempo y la Necesidad no fueron engendrados por ningún progenitor, pues ya existían por sí mismos como una misma entidad indisoluble. El filósofo Ferécides de Siros, en su obra perdida Heptámykhos («Siete receptáculos»), dice que desde siempre habían existido tres principios: Zas (Zeus), Ctonia (Gea) y Tiempo. La labor del Tiempo es la de ser un demiurgo, que mediante un onanismo formó el fuego, el aire y el agua. Tras el establecimiento del orden cósmico el filósofo postula una lucha entre el Tiempo y Ofioneo (Ofión) en la que finalmente vence el Tiempo y expulsa a Ofioneo a las profundidades marinas del Ogeno. Otros alegan que «las hijas del Tiempo, las doce Horas circulares, acompañan como sirvientas al brillante carro de Helio». También se dice que el Tiempo, unido con la Noche (Nix), fue padre del Día (Hémera) e incluso de las Moiras.

## Χρόνος frente a Κρόνος
A menudo se confunde a Χρόνος (Chrónos), la personificación del ‘tiempo’, con Κρόνος (Krónos, Crono), el rey de los titanes, dios del calendario (de las estaciones y de las cosechas), hijo de Urano y padre de Zeus. Plutarco, por ejemplo, nos dice que «los griegos explican alegóricamente a Crono —el titán— como el tiempo». Cicerón, por su parte, escribió que «Saturno (Crono) era el encargado de mantener el curso y la alternancia de los espacios temporales (este dios tiene esa denominación, precisamente, en griego, porque es llamado Krónos, que es lo mismo que chrónos, esto es, 'espacio de tiempo')».
La confusión entre ambos se debe a la traducción desde el latín de sus nombres: Κρόνος es Cronus en latín, y Χρόνος se traduce como Khronos. En español se elimina la 'K' de Khronos, dando lugar a Chronos. El error está en que a menudo 'Cronus', el titán, es traducido como 'Cronos' (cuando según las normas de evolución 'us' pasa a 'o', y por tanto debiera ser 'Crono'). Así se confunde con facilidad 'Chronos' (dios del tiempo)  y el erróneo 'Cronos' (padre de Zeus). Dicha confusión aparece en diversidad de fuentes posteriores, y en la actualidad muchas obras académicas y enciclopedias funden ambas figuras o ignoran completamente la existencia de Chronos como una personificación separada y diferente del tiempo.

## Astronomía
En astronomía, el planeta que hoy conocemos como Saturno por influencia romana, fue llamado Chronos por los griegos, quienes tomaron prestada a su vez esta tradición de Oriente. Era el dios-planeta más exterior, y se le consideraba el séptimo de los siete objetos celestes que son visibles a simple vista. Dado que tenía el mayor periodo reproducible observable del cielo, que actualmente es de unos 30 años, se pensaba que era el guardián del tiempo, dado que ningún otro objeto visto o registrado tenía un periodo mayor. Es por esto que a menudo se le representaba como un anciano de largas barbas, como se menciona más arriba.

## Teónimos del tiempo
| Sustantivo      | significado |
| --------------- | --- |
| χρόνος (jrónos) | «Tiempo, período, época determinada, duración de la vida, edad, época del año, demora».                                       |
| αἰών (aión)     | «Tiempo, edad, época, siglo, tiempo de vida, vida, destino, el espíritu de los tiempos».                                      |
| καιρός (kairós) | «Momento oportuno, ocasión, coyuntura favorable, conveniencia, ventaja, tiempo, momento presente, actualidad, circunstancia». |